# ベッキー・G
ベッキー・G（Becky G, 1997年3月2日 - ）は、アメリカ合衆国のシンガーソングライター。

## 人物・略歴
英語とスペイン語の2言語で曲を歌い、ポップ歌手とラテン歌手の両方の顔を併せ持つ。
2014年にリリースした「Shower」がBillboard Hot 100で16位を記録する成功を収め、一躍新星ポップ歌手として名声を博すこととなる。しかしその後2年間は、「Shower」に匹敵するヒットを生み出すことはできなかった。
2016年にラテン音楽界へ乗り出し、シングル「Sola」をリリース。2017年にリリースしたバッド・バニーとのコラボ曲「Mayores」がラテン国内で大ヒット。2018年にはナティ・ナターシャとのコラボ曲「Sin Pijama」も同様に大ヒットを記録し、ラテン音楽界で大きな成功を収めることとなった。
2018年のラテンアメリカ音楽祭では「最人気女性アーティスト」と「最人気アーバン・ソング」を受賞。2019年のMTVヨーロッパ・ミュージック・アワードでは最優秀ポップ賞にノミネートされた。
「パワーレンジャー」で共演したナオミ・スコットとは友人関係で、スコットがジャスミン役で出演した映画「アラジン」のエンドソングである「A Whole New World」を「Un mundo ideal」としてスパングリッシュカバーした（ジャヴァイア・ワードのパートのみ）。

## ディスコグラフィー
- Play It Again (2013)
- Mala Santa (2019)
- ESQUEMAS (2022)

## 出演

### 映画
| 年   | 邦題/原題                                            | 役名                          | 備考                    |
| ---- | ---------------------------------------------------- | ----------------------------- | ----------------------- |
| 2008 | El Tux                                               | クラウディア・ゴメス          | 短編映画                |
| 2017 | パワーレンジャー Power Rangers                       | トリニー / イエローレンジャー |                         |
| 2018 | ノーム・アローン Gnome Alone                         | クロエ                        | 声の出演                |
| 2018 | A-X-L/アクセル A.X.L.                                | サラ・レイエス                |                         |
| 2022 | グッド・モウニング/人生最悪のハイな1日 Good Mourning | アップル                      | 日本劇場未公開          |
| 2023 | ブルービートル Blue Beetle                           | カージ・ダ                    | 声の出演 日本劇場未公開 |

### ドラマ
- Empire 成功の代償 シーズン2 （2015年 - 2016年）